# 6093 Makoto
6093 Makoto eller 1990 QP5 är en asteroid i huvudbältet som upptäcktes den 30 augusti 1990 av de båda japanska astronomerna Kazuro Watanabe och Kin Endate vid Kitami-observatoriet. Den är uppkallad efter japanen Makoto Yoshikawa.
Asteroiden har en diameter på ungefär 5 kilometer.